# Attics to Eden
Attics to Eden  jest drugim studyjnym albumem amerykańskiej grupy Madina Lake. Album został wydany w dniu 1 maja 2009 r. w Australii, 4 maja w Wielkiej Brytanii i 5 maja 2009 r. w Stanach Zjednoczonych.

## Lista utworów
1. Never Take Us Alive (3:00)
2. Let’s Get Outta Here (2:59)
3. Legends (3:00)
4. Criminals (3:57)
5. Through the Pain (3:27)
6. Never Walk Alone (2:42)
7. Not for This World (3:12)
8. Welcome to Oblivion (3:03)
9. Silent Voices Kill (2:53)
10. Statistics (3:02)
11. Friends & Lovers (3:49)
12. Lila, the Divine Game (2:20)

## Twórcy
1. Nathan Leone – śpiew
2. Mateo Camargo – gitara, śpiew
3. Matthew Leone – gitara basowa, śpiew
4. Dan Torelli – perkusja, instrumenty perkusyjne